# Vitis rupestris
Vitis rupestris Scheele, 1848 è una pianta arbustiva rampicante della famiglia Vitaceae. Fa parte del gruppo comunemente indicato con il termine generico di "viti americane", che comprende Parthenocissus quinquefolia, Vitis labrusca, Vitis berlandieri, Vitis riparia. Questa specie è infatti spontanea nelle regioni centrali degli USA (alcune fonti attribuiscono il bacino di origine all'altopiano d'Ozark nel Missouri). Si rinviene nel Tennessee, nel Kentucky, nell'Illinois, nel Missouri, nel Kansas, nel Nuovo Messico, nell'Oklahoma, nell'Arkansas, nel Texas, in Louisiana e Mississippi.
La sua collocazione è in piccole o piccolissime popolazioni disperse, in costante diminuzione a causa della modifica del ambiente recata dall'uomo.
Come ci dice il suo nome, è tipica di luoghi rupestri, in genere poveri di acqua.
In seguito alla sua rarefazione e scomparsa in diversi luoghi è stata dichiarata specie a rischio in Indiana, Kentucky, Pennsylvania e Tennessee.

## Descrizione
Correlando con altre specie di Vitis americane la pianta in natura è relativamente di piccole dimensioni, non eccedendo in altezza i due metri e mezzo. Per contro ha un apparato radicale filiforme molto esteso, dato che vegeta normalmente in luoghi poveri di acqua dove il raggiungimento di flussi idrici in profondità è importante per la sopravvivenza.
La produzione di polline è copiosa, e per questo tende ad ibridarsi con altre Vitis.
Le foglie sono relativamente piccole, 10 cm, raramente 15.
I fusti giovani hanno un colore rossiccio, come le gemme e le foglie giovani.
I grappoli ad acini piuttosto radi, sono lunghi fino a 20 cm, gli acini sono tondeggianti di colore nero violetto, 7–13 mm di diametro. La buccia è sottile, e la polpa è liquida.
La specie pura (peraltro difficile da reperire per la sua facilità ad ibridare) è particolarmente resistente alle malattie sia micotiche che batteriche; soffre la brucatura da parte di animali erbivori.

## Usi
Ai tempi in cui si cercò di contrastare l'avanzamento della Fillossera, questa specie fu introdotta in Europa con lo scopo di impiegarla come portinnesto grazie alla sua tolleranza nei confronti dell'Afide. Le linee importate in Italia, furono erroneamente considerate come linee pure, in realtà furono ottenute da selezioni di piante nate da seme di dubbia provenienza, note con il nome di Rupestris du Lôt.
Il portinnesto derivato dalle linee considerate "pure" è stato largamente impiegato per l'impianto della vite in terreni pietrosi e siccitosi, ma in seguito è stato abbandonato a favore di linee da ibridazione mirata, sia con Vitis berlandieri sia con Vitis riparia. Attualmente la frequenza della Rupestris pura ha perso importanza rispetto ai portinnesti ibridi.